# Estación Almagro
La Estación Almagro fue una estación ferroviaria inaugurada por el Ferrocarril Oeste de Buenos Aires en agosto de 1857. Se encontraba en la vía que recorría el trayecto Estación del Parque - Floresta.
La parada se encontraba en la parcela de la calle Medrano, entre el pasaje Ángel Peluffo y Lezica, a metros del cruce con Mitre en las cercanías de la zona de la actual Avenida Medrano. La pequeña estación fue deshabilitada en algún momento a finales de la década de 1880. El edificio fue finalmente demolido en 1903.
A fines de 2017 la Junta Comunal 5, de los barrios de Almagro y Boedo a través de un proyecto solicitó a la Legislatura Porteña la nueva construcción de la estación Almagro. En sus fundamentos se explica que actualmente los autos que circulan por Bartolomé Mitre tienen que hacer una curva en S al cruzar Medrano por la vieja traza ferroviaria generando problemas de tránsito que repercuten en toda la extensión de la avenida. No obstante no se vislumbra que se pueda llegar a aprobar dicho proyecto en el corto plazo.